# Charles River (Todd River)
Der Charles River ist ein kleiner Fluss im Süden des australischen Territoriums Northern Territory. Die meiste Zeit des Jahres führt er allerdings kein Wasser.

## Geografie
Der Fluss entspringt in den MacDonnell Ranges nordwestlich von Alice Springs und fließt von dort nach Südosten. Er unterquert den Stuart Highway nordwestlich der Stadt und mündet am Nordrand des Stadtzentrums von Alice Springs in den Todd River.